# ملکان عذاب
ملکان عذاب یک رمان اثر نویسنده اهل ایران، ابوتراب خسروی است که در سال ۱۳۹۲ توسط نشر ثالث منتشر شده.

## جوایز و افتخارات
- ۱۳۹۳ برنده جایزه ادبی جلال آل‌احمد و جایزه ادبی حبیب غنی‌پور در بخش رمان[۳][۴][۵]